# Myriosclerotinia
Myriosclerotinia es un género de hongos en la familia Sclerotiniaceae.